# 門羅里根西 (新澤西州)
門羅里根西（英語：Regency at Monroe）是位於美國新澤西州米德爾塞克斯縣的普查規定居民點。

## 人口
根據2020年美國人口普查的數據，門羅里根西的面積為1.88平方千米，皆為陸地。當地共有人口2036人，而人口密度為每平方千米1,082.98人。